# 弗伦德 (内布拉斯加州)
弗伦德（Friend）是美国內布拉斯加州萨林县的一座城市。按照2000年的人口普查该城有1174名居民。

## 地理
费伦德城的地理位置为北纬40°39'8"，西经97°17'9"。
根据美国人口调查局的数据费伦德城的总面积为2.1平方公里，全部是陆地面积。

## 人口
按照2000年的人口普查费伦德城有1174名居民，分475户和326个家庭。人口密度为566.6人/平方公里。其中98.64%是白人，0.26%是美洲土著人，0.34%是其它种族，0.77%是混血儿。西班牙血统或其它拉丁美洲血统的人占0.85%。
市内的475户中有29.1%的户有18岁以下的未成年人，61.9%是结婚夫妇，4.4%是单独抚养孩童的母亲，31.2%不是家庭。29.1%的户是单身汉，16.4%的户内有65岁以上的老人。平均每户2.36人，每个家庭的平均大小为2.92人。
24.8%的居民是18岁以下的未成年人，4.6%在18至24岁之间，22.1%在25至44岁之间，21.6%在45至64岁之间，26.8%在65岁以上。平均年龄为44岁。性别比为男：女100：89.0，18岁以上的居民的性别比为男：女100：88.7。
市内居民的平均收入为34,833美元，家庭的平均收入为40,667美元。男子的平均收入为32,946美元，女子的平均收入为17,829美元。人平均收入为17,422美元。4.9%的家庭和6.8%的居民生活在贫困线以下，其中包括7.3%的未成年人和6.5%的老人。